# Ūmri
Ūmri är en ort i Indien.   Den ligger i distriktet Jālaun och delstaten Uttar Pradesh, i den centrala delen av landet, 300 km sydost om huvudstaden New Delhi. Ūmri ligger 147 meter över havet och antalet invånare är 1 816.
Terrängen runt Ūmri är mycket platt. Runt Ūmri är det tätbefolkat, med 369 invånare per kvadratkilometer. Närmaste större samhälle är Rāmpura, 7,2 km väster om Ūmri. Trakten runt Ūmri består till största delen av jordbruksmark.